# 트렌치코트

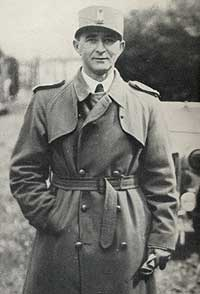
제1차 세계 대전 때에 트렌치코트의 모습.

트렌치코트(영어: trenchcoat)는 방수 기능이 있는 튼튼한 목면 개버딘 능직 무명이나 포플린, 가죽으로 만드는 레인코트이다. 단열 안감과 래글런 소매가 흔히 사용되며, 길이는 종아리 중간쯤까지 내려오는 것에서부터 무릎에 닿는 것까지 다양하다.

1차대전당시 계속되는 비로인해 참호안에서 버티던 병사들을 위해. 지급된 구호품이. 오늘날 트텐치코트의 유래로 trench는 참호라는 뜻으로 참호에서 비를피해 전쟁을 하기위해 보급된보급품에서 오늘날의 트렌치코트가 유래